# Bonita (Luizjana)
Bonita – wieś w Stanach Zjednoczonych, w stanie Luizjana, w parafii Morehouse.